# Sisyrinchium patagonicum
Sisyrinchium patagonicum är en irisväxtart som beskrevs av Rodolfo Amando Philippi och John Gilbert Baker. Sisyrinchium patagonicum ingår i släktet gräsliljor, och familjen irisväxter. Inga underarter finns listade i Catalogue of Life.

## Bildgalleri

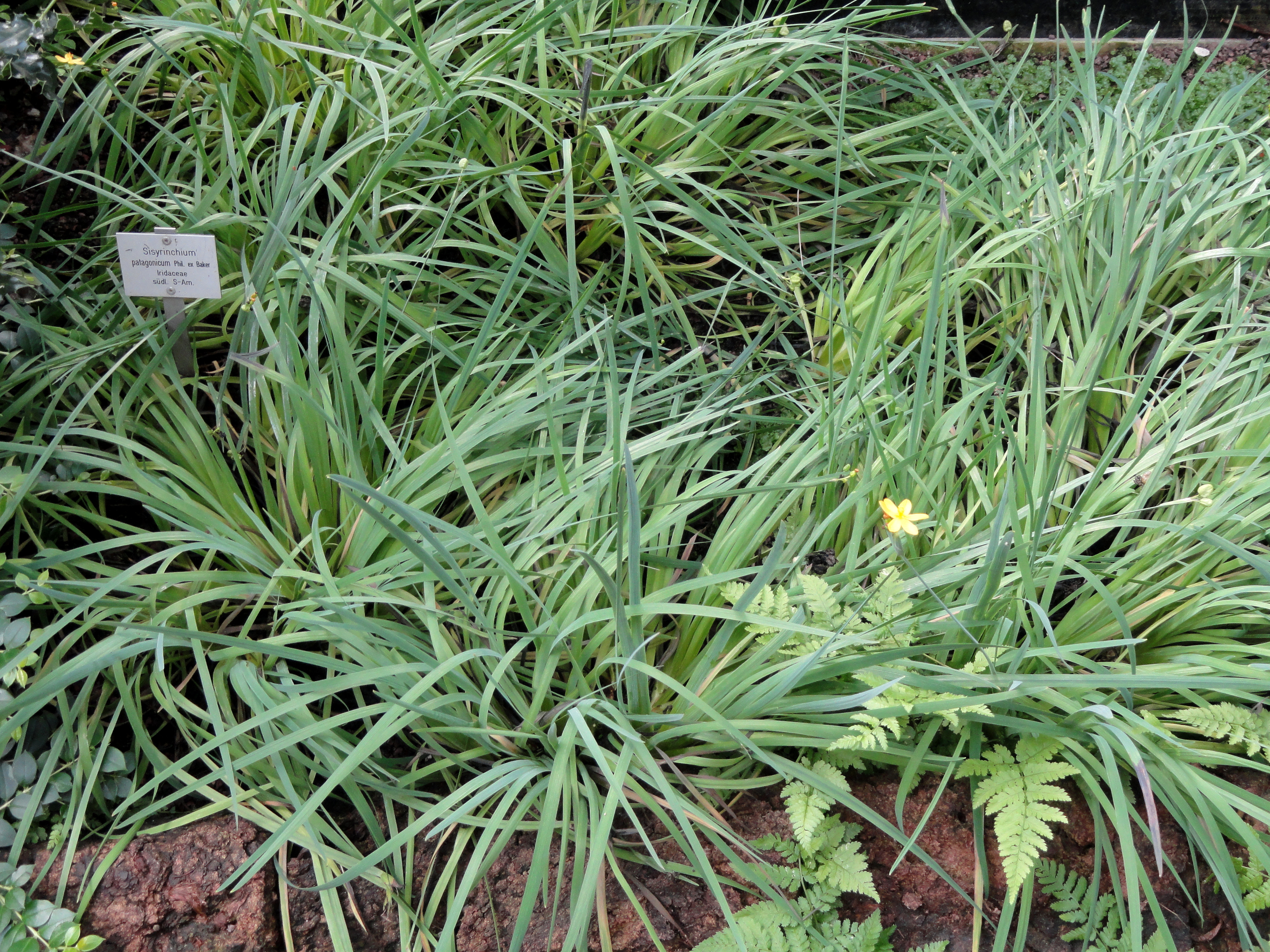
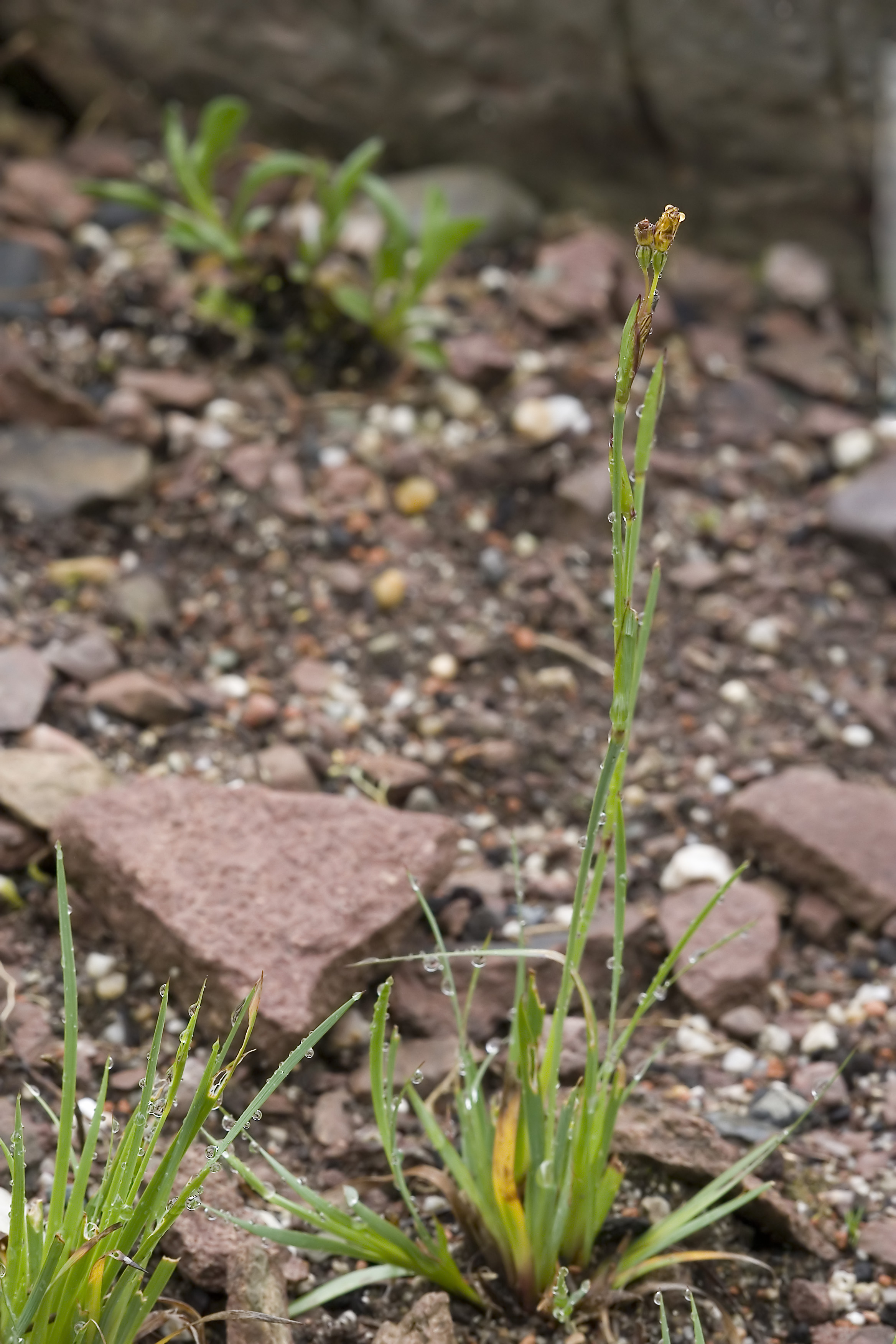
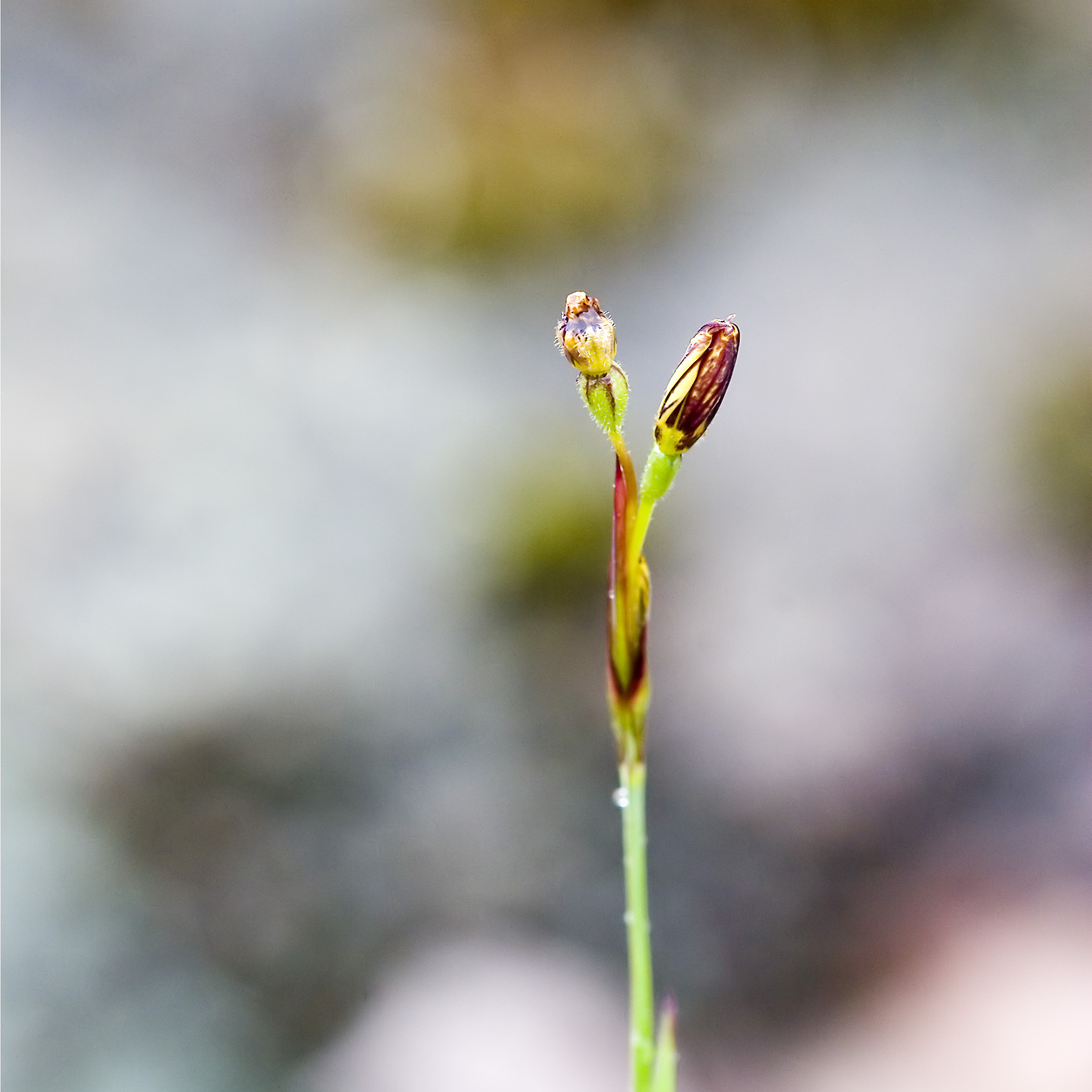